# Stegnenica
Stegnenica (latinsko femur ali os femoris) je edina kost v stegnu in je najdaljša v človeškem telesu. Ima telo in dve masivni epifizi. Proksimalna epifiza ima sklepno glavo (caput femoris), ki ima na vrhu jamico (fovea capitis femoris), v katero je vpeta vez med stegnenico in sklepno ponvijo. Ta vez vsebuje žile za prehrano glave stegnenice in ne sodeluje pri mehaniki sklepa. Stegnenica ima tudi vrat (collum femoris) in dve grči. Večja je veliki obrtec (trochanter major), ki leži na lateralni strani in se da otipati, manjša pa mali obrtec (trochanter minor), ki leži medialno zadaj. Grči povezuje linea intertrochanterica. Distalna epifiza je zadebeljena v dva kondila, medialni čvrš (condylus medialis) in stranski čvrš (condylus lateralis). Na vsakem kondilu je še manjša zadebelitev nadčvrš epicondylus medialis oziroma epycondylus lateralis, na katera se pripenjajo mišice in vezi. Med kondiloma je jama (fossa intercondylaris), v katero sta vpeti križni vezi. Na sprednji strani kondilov je sklepna površina po kateri drsi pogačica. Na spodji strani imata kondila valjasto površino za stik z golenico.